# 阿克苏战役
阿克苏战役是1933年5月31日发生的一场小规模战斗。回族军阀部队新36師将盘踞於阿克苏的维吾尔族叛军驱逐出阿克苏地区。维吾尔族人司马义伯克於戰役中成为阿克苏地区叛乱者首腦。